# Ala al-Dawla Muhammad
Muhammad ibn Rustam Dushmanziyar (persa : ابوجعفر دشمنزیار), también conocido por su laqab de Ala al-Dawla Muhammad (علاء الدوله محمد), fue un comandante militar daylamita que fundó en 1008 la efímera pero importante dinastía kakúyida en Jibal . También es conocido como Pusar-i Kaku, Ibn Kakuyeh, Ibn Kakuya e Ibn Kaku, que significa "tío materno" en deylami, un idioma extinto parte de las lenguas iranias occidentales. Muhammad murió en septiembre de 1041 después de haber forjado un poderoso reino que incluía Persia occidental y Jibal. Sin embargo, estos logros se perdieron rápidamente con sus sucesores.

## Orígenes

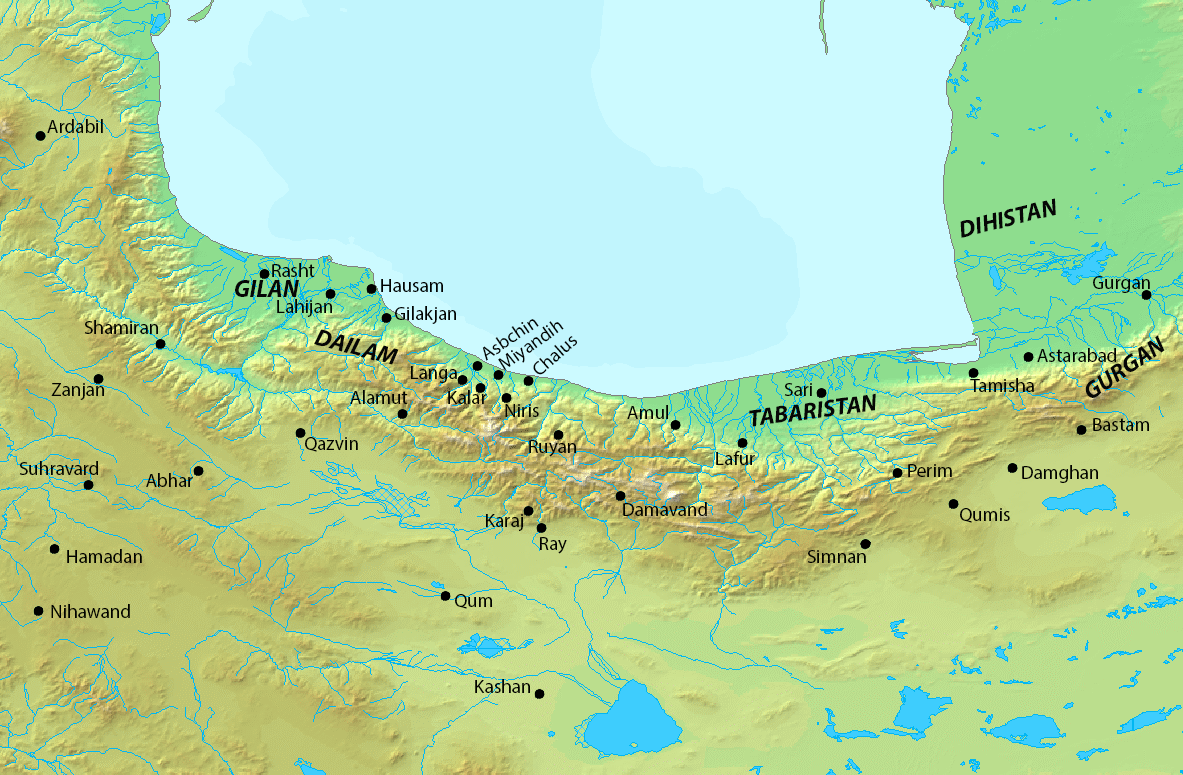
Mapa del norte de Irán, en la costa del mar Caspio durante el Intermezzo iranio.

Rustam Dushmanziyar, el padre de Ala al-Dawla Muhammad, era un soldado daylamita al servicio de los búyidas y fue recompensado con tierras en Alborz en agradecimiento por sus servicios. Su deber era proteger a la ciudad de Rayy y al norte de Jibal contra los líderes locales de Tabaristán . Rustam era hermano de la princesa bavándida Sayyida Shirin,   la madre del emir búyida Majd al-Dawla y de Shams al-Dawla . Ambos estuvieron bajo la tutela de su madre Shirin hasta su muerte en 1029.

## Reinado
Dados estos lazos familiares, no sorprende que de 1007 a 1008 Ala al-Dawla fuera gobernador de Isfahán en nombre de los búyidas.  Algunas fuentes dicen que en 1003 ya era gobernador de la ciudad. : 359–362 En 1016, el oficial militar daylamita Ibn Fuladh expulsó a Ala al-Dawla de Isfahán, pero pronto él logró recuperar el control de la ciudad. La fragilidad del reino de Majd al-Dawla animó más tarde a Muhammad a extender sus dominios en las montañas de Irán controladas por los kurdos. En 1023, Ala al-Dawla arrebató Hamadán al gobernante búyida Sama' al-Dawla, y luego procedió a capturar Dinavar y Shapur Khast de los líderes kurdos.  : 359–362 Pasó los años siguientes protegiendo su reino de las invasiones de los kurdos y de los príncipes (ispahbadh) de Tabaristán.
Cinco años más tarde, Ala al-Dawla obtuvo una gran victoria sobre sus rivales en Nahavand y logró capturar al gobernante bavándida Abu Ja'far Muhammad junto con sus dos hijos. Después de esta gran victoria, Ala al-Dawla consolidó su posición como el gobernante más fuerte de Jibal. Aunque el emir búyida Majd al-Dawla era su señor supremo, Ala al-Dawla acuñó monedas en su propio nombre. Posteriormente le fue concedido personalmente por parte del califa abasí Al-Qádir, y sin intervención de los búyidas, el título de "Husam Amir al-mu'manin" ("espada del comandante de los fieles").
En 1029, Majd al-Dawla fue depuesto por Mahmud de Gazni . Masud I, el hijo de Mahmud, quería liberar a los abasíes del control de los búyidas y se adentró más en el oeste de Irán; donde derrotó a varios gobernantes incluido Ala al-Dawla. Este huyó a Ahvaz para buscar ayuda de los búyidas, pero rápidamente hizo las paces con los gaznávidas, regresó como su vasallo y aceptó pagar un tributo anual de 200 000 dinares. Los gaznávidas, sin embargo, no pudieron mantener sus conquistas alejadas de Gazni sin problemas. Ala al-Dawla logró arrebatar brevemente Rayy de manos de los gaznávidas en 1030. En 1035, Masud I volvió a derrotar a Ala al-Dawla, quien huyó una vez más hacia los búyidas en Ahvaz, de donde luego huyó al noroeste de Irán. Ala al-Dawla comenzó entonces a reclutar una poderosa fuerza de turcomanos para recuperar sus dominios perdidos.
En 1037/38, Ala al-Dawla, junto con sus fuerzas, ocupó una vez más la Rayy de los gaznávidas. En los años siguientes, Ala al-Dawla comenzó a construir enormes muros defensivos alrededor de Isfahán, llo que más tarde la salvó de los nómadas turcomanos que saquearon algunos lugares del oeste y centro de Irán en 1038/39, incluida la ciudad de Hamadán.

### Muerte
Ala al-Dawla murió en septiembre de 1041 cuando hacía campaña en Persia occidental contra los annázidas . : 359–362 Su hijo mayor, Faramurz, lo sucedió en Isfahán, mientras que su hijo menor, Garshasp I, se quedó con Hamadán. Sin embargo, ellos tuvieron la difícil tarea de proteger estas regiones de los expansionistas selyúcidas .

## Legado
Ala al-Dawla fue un gran comandante militar que logró proteger su reino de sus vecinos: los búyidas, los gaznávidas y los selyúcidas. Invitó al filósofo Avicena a su corte en Isfahán después de que éste abandonara la corte búyida, donde compuso una enciclopedia dedicada al emir. El gran filósofo y científico murió en 1037. La biblioteca de Avicena fue posteriormente saqueada por los gaznávidas quienes se la llevaron a Gazni, donde más tarde fue destruida por los gúridas bajo su gobernante Ala al-Din Husayn .  : 773–774 

### En la ficción
Ala al-Dawla Muhammad aparece como un personaje de la novela El médico de Noah Gordon así como en su adaptación cinematográfica.